# Ali Al-Bulaihi
Ali Al-Bulaihi (ur. 21 listopada 1989) – saudyjski piłkarz grający na pozycji obrońcy, czterokrotny reprezentant kraju. Występuje w klubie Al-Hilal.

## Kariera
Został powołany na Mistrzostwa Świata w Rosji.